# 襄公 (単)
襄公（じょうこう）は、春秋時代の単の君主。

## 生涯
魯の成公元年（紀元前590年）春、晋の景公は瑕嘉を派遣し、戎と和平するようにした。周は単の襄公を派遣した晋へ礼を述べた。
魯の成公二年（紀元前589年）、晋の景公は鞏朔（士荘伯）を周王室に派遣し、斉との鞍の戦いの勝報を伝えた。周の定王は会わなかった、単の襄公は周の定王に代わって拒否し、曰く「王命伐蛮夷戎狄、則有献捷。王命伐兄弟甥舅、告事而已、不献其功（天子称同姓諸侯晋侯為叔父、称異姓諸侯斉侯為舅父）」。
魯の成公十一年（紀元前580年）秋、晋の郤至は周王室と鄇（温の地、現在の河南省焦作市武陟県）の田を争い、周の簡王は劉の康公と単の襄公を晋に派遣した。郤至は「温、吾故也、故不敢失」と言った。劉の康公・単の襄公は「昔周克商、使諸侯撫封、蘇忿生以温為司寇、与檀伯達封于河（河内）。蘇氏即狄、又不能于狄而奔衛。襄王労文公而賜之温、狐氏・陽氏先処之、而後及子（郤氏）。若治其故、則王官之邑也、子（郤氏）安得之？」晋の厲公は郤至に争いをやめるように命じた。
魯の成公十六年（紀元前575年）十二月、晋の厲公は郤至を周王室に派遣し、楚との鄢陵の戦いの勝報を伝えた。単の襄公と会話を交えたが、手柄話ばかりした。
魯の成公十七年（紀元前574年）夏五月、鄭は太子髠頑と侯孺を楚に人質として出し、楚の公子成と公子寅が鄭の守備についた。魯の成公・尹の武公・単の襄公は諸侯を連れ鄭を討伐した。